# يانيك كويسنيل
يانيك كويسنيل (24 أكتوبر 1973

 في ليبورن) (بالفرنسية: Yannick Quesnel)‏ لاعب كرة قدم فرنسي معتزل كان يجيد اللعب في مركز حارس مرمى .
لعب كويسنيل في أندية بوردو (1997-1998) كان (1998-2000) نافال (2000-2001) ألفيركا (2001-2004) بنفيكا (2004) إستوريل برايا (2005) مرسيليا (2005-2006) موناكو (2006-2007) .

## روابط خارجية
- يانيك كويسنيل على موقع قاعدة بيانات كرة القدم.إي يو (الإنجليزية)
- يانيك كويسنيل على موقع ليكيب (الفرنسية)
- يانيك كويسنيل على موقع كووورة